# Ghosttown
Ghosttown è un brano della cantante statunitense Madonna, pubblicato il 13 marzo 2015 come secondo singolo estratto dal suo tredicesimo album di inediti Rebel Heart. Insieme ad altre 5 canzoni è stata pubblicata in anteprima nel dicembre 2014 in risposta all'hackeraggio subito.

## Descrizione
Il brano è stato scritto da Madonna insieme a Jason Evigan, Evan Bogart e Sean Douglas, e prodotto da Madonna e Billboard.  In Rebel Heart prevale l'introspezione, con autentiche
dichiarazioni e riflessioni personali di
Madonna e Ghosttown è una delle canzoni del disco che portano
avanti dei messaggi sfumati, parlando di unità e di coscienza
religiosa.

## Accoglienza
Jim Farber, che scrive per il New York Daily News, ha affermato che la canzone "fa spiccare gli elementi più caldi della voce [di Madonna]" e "a volte, i suoi acuti ricordano Karen Carpenter, mentre la melodia possiede la calma avvolgente di successi come Live to Tell". Secondo Matteo Harden, che scrive per Samesame.com.au, Madonna ribalta il concetto dell'"amore
perduto" con una sua idealizzazione romantica, e questo messaggio è recepibile nel testo, ad esempio nella frase: "Quando tutto crollerà, quando tutto crollerà.
Saremo due anime in
una città fantasma".

## Video
Il video ufficiale è stato pubblicato sul canale Vevo ufficiale di Madonna l'8 aprile 2015. All'inizio del video Madonna si trova dentro una casa semi-distrutta dove sta seguendo un notiziario alla tv che trasmette immagini apocalittiche da fine del mondo. Poi Madonna, dopo aver baciato la foto della madre e aver messo al collo un rosario, esce dal suo rifugio, colpendo la porta con un calcio. Fuori rimane colpita dal panorama distrutto, si mette a giocare su una giostra per bambini e poi su un'altalena, si dispera guardando le macchine bruciare e vedendo che anche il telefono non funziona. In un momento di rabbia si mette a colpire con un bastone una catasta di sedie, ma facendo rumore qualcuno la nota. Si tratta di un uomo sopravvissuto alle esplosioni (l'attore Terrence Howard), che cerca di spararle col suo fucile, ma appena lei mostra il suo volto mette giù l'arma. Successivamente affronta l'uomo faccia a faccia e i due iniziano a ballare insieme un passionale tango. Finito il ballo appare un bambino asiatico, anche lui sopravvissuto, e i tre vanno via insieme tenendosi per mano, nonostante davanti a loro tutto sia distrutto.

## Esibizioni dal vivo
La canzone è stata eseguita la prima volta dal vivo il 2 marzo 2015 allo show francese Le Grand Journal. Sei giorni dopo l'ha eseguita in Italia a Che tempo che fa. Agli iHeart Radio Music Awards del 29 marzo l'ha eseguita insieme a Taylor Swift che ha accompagnato Madonna suonando la chitarra.
La canzone è stata eseguita durante alcune tappe del Rebel Heart Tour.

## Tracce
- CD single[10]

1. Ghosttown – 4:09
2. Ghosttown (Don Diablo Remix) – 4:49

- Digital download (Remixes)[11]

1. Ghosttown (Offer Nissim Drama Remix) – 7:17
2. Ghosttown (Armand Van Helden Remix) – 6:16
3. Ghosttown (S-Man Mix) – 6:08
4. Ghosttown (Razor N Guido Remix) – 7:46
5. Ghosttown (Mindskap Remix) – 5:35
6. Ghosttown (Don Diablo Remix) – 4:47
7. Ghosttown (Dirty Pop Intro Remix) – 5:20
8. Ghosttown (DJ Mike Cruz Mix Show Edit) – 7:05
9. Ghosttown (Thrill Remix) – 6:27
10. Ghosttown (DJ Yiannis String Intro Mix) – 1:40

- Digital download (Album Version)[12]

1. Ghosttown – 4:09

- Tidal (Remixes)[13]

1. Ghosttown (Offer Nissim Drama Remix) – 7:17
2. Ghosttown (Armand Van Helden Remix) – 6:16
3. Ghosttown (S-Man Mix) – 6:08
4. Ghosttown (Razor N Guido Remix) – 7:46
5. Ghosttown (Mindskap Remix) – 5:35
6. Ghosttown (Don Diablo Remix) – 4:47
7. Ghosttown (Dirty Pop Intro Remix) – 5:20
8. Ghosttown (DJ Mike Cruz Mix Show Edit) – 7:05
9. Ghosttown (Thrill Remix) – 6:27
10. Ghosttown (DJ Yiannis String Intro Mix) – 1:40
11. Ghosttown (A Paul Andrews Reconstruction Mix) – 4:08
12. Ghosttown (RedTop's If I Were a Carpenter Remix) – 5:49

## Successo commerciale
Grazie al singolo Ghosttown, Madonna ha raggiunto il primato come l'artista con il maggior numero di singoli alla prima posizione per una classifica musicale (45), nonché quello per il maggior numero di prime posizioni nella Hot Dance Club Play (45).
Ghosttown è stato certificato disco di platino in Italia per aver superato le 50 000 copie nella settimana del 5 ottobre 2015.

## Classifiche
| Classifica (2015)                | Posizione massima |
| -------------------------------- | ----------------- |
| Belgio (Fiandre)                 | 6                 |
| Belgio (Vallonia)                | 3                 |
| Brasile                          | 31                |
| Croazia                          | 7                 |
| Finlandia                        | 14                |
| Francia                          | 34                |
| Germania                         | 34                |
| Italia                           | 20                |
| Italia (airplay)                 | 5                 |
| Regno Unito (download)           | 65                |
| Scozia                           | 86                |
| Spagna                           | 41                |
| Stati Uniti (adult contemporary) | 18                |
| Stati Uniti (adult pop)          | 38                |
| Stati Uniti (dance)              | 1                 |
| Svezia                           | 20                |
| Svizzera                         | 39                |